# Alène
Die Alène ist ein Fluss in Frankreich, der im Département Nièvre in der Region Bourgogne-Franche-Comté verläuft. Sie entspringt im äußersten Süden des Regionalen Naturparks Morvan, im Gemeindegebiet von Poil, entwässert anfangs in südlicher Richtung, dreht dann generell Richtung Nordwest und mündet nach rund 56 Kilometern in Cercy-la-Tour als linker Nebenfluss in den Aron, sowie den parallel verlaufenden Canal du Nivernais.

## Orte am Fluss
- Luzy
- Sémelay
- Remilly
- Fours
- Cercy-la-Tour